# Sassenhausen
Sassenhausen (mundartlich Sossehause) ist ein Stadtteil von Bad Berleburg im nordrhein-westfälischen Kreis Siegen-Wittgenstein.

## Geographie

### Lage
Sassenhausen befindet sich auf einem Höhenzug zwischen der Ortschaft Dotzlar und der Stadt Bad Laasphe. Die höchste Erhebung ist mit 680 m ü. NN der Bärenkopf.

### Nachbarorte
- Bad Laasphe
- Dotzlar
- Weidenhausen

## Geschichte

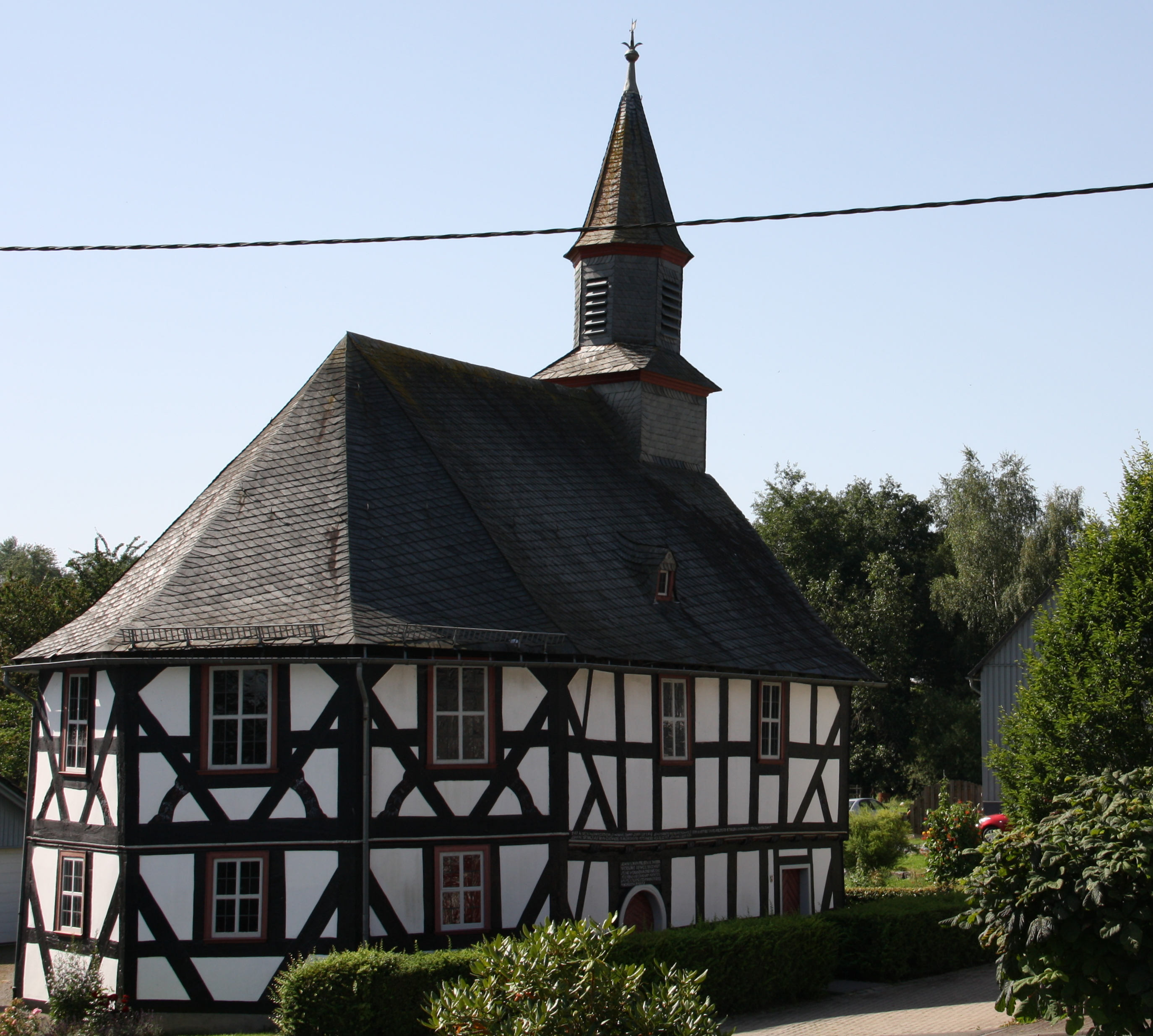
Evangelische Kirche Sassenhausen

Erste urkundliche Zeugnisse datieren auf das Jahr 1395. In diesem Jahr wechselten die Besitzverhältnisse nach dem Aussterben der Ritter von Diedenshausen zu Brosken von Viermünden über. Im 16. Jahrhundert gehört der Ort zum Haus und Landgericht Richstein. Sassenhausen kam ab 1819 zum Schultheißenbezirk und ab 1845 zum Amt Arfeld. Der Ort hat jetzt 204 Einwohner, die sich auf 25 Häuser verteilen. 1900 zählte Sassenhausen 167 Einwohner.
Der Ort wurde im Rahmen der Gemeindegebietsreform nach den Bestimmungen des Sauerland-Paderborn-Gesetzes am 1. Januar 1975 nach Bad Berleburg eingemeindet.

### Einwohnerentwicklung
- 1961: 234 Einwohner[2]
- 1970: 221 Einwohner[2]
- 1974: 216 Einwohner[3]
- 2011: 260 Einwohner
- 2021: 225 Einwohner[1]

### Religion
Bis 1666 gehörte der Ort zum Kirchspiel Arfeld; Einpfarrung nach Weidenhausen.

## Politik
Seit 2009 ist Anke Fuchs-Dreisbach Ortsvorsteherin von Sassenhausen.

## Sehenswürdigkeiten
Im Jahre 1703 errichtet der lokale Zimmermeister Mannus Riedesel eine Schulkapelle. Allein durch die Mittel der ortsansässigen Bauern konnte der Bau realisiert werden. Das Gebäude diente gleichzeitig als Kirch- und Schulgebäude. Der ehemalige Schulraum befindet sich unter der hinteren Empore. Bei dem Bau handelt es sich um einen reinen Fachwerkbau, welcher mit sehenswerten Schnitzereien versehen ist.